# Michel Fanton de Verrayon
Michel Fanton de Verrayon (în rusă Михаил Львович Фантон-де-Веррайон; n. 1804 – d. 1887) a fost un diplomat și general rus. El a fost un locotenent-general al Statului Major al armatei țariste și, între 1857 – 1862, guvernatorul Basarabiei.

## Biografie
De Verrayon s-a născut în anul 1804, el era urmașul unei vechi familii franceze care s-a mutat în Rusia în timpul Revoluției franceze. 
După terminarea studiilor de la Academia Militară din Moscova a început serviciul în 1821, în suita Maiestății Sale ca intendent. A luat parte la războiul ruso-turc din 1828-1829, începând cu 1829 a locuit pe strada Kiseleff din București, unde s-a căsătorit cu fiica Marelui Vornic valah (Ministru al Afacerilor Interne) Iordache Filipesco. 
În anul 1830 a făcut deplasarea în Caucaz unde a participat la Războiul Caucazului. În 1836 a fost promovat la rangul de colonel.
În 1840 a activat în Sankt-Petersburg, iar pe 5 februarie 1841 pentru activitatea sa neîntreruptă în slujba armatei a fost decorat cu Ordinul Sfântul Gheorghe în rang de cavaler. 
În 1849 a fost promovat în gradul de general-maior, apoi a fost transferat la Cartierul General al Statului Major de la Orenburg, cu această ocazie el a făcut multe excursii în stepa kârgâză. Odată cu deschiderea ostilităților din Războiul Crimeii, a fost numit în funcția de șef al Marelui Stat Major de Vest. În 1858, Dl. Fantone de Verrayon a fost promovat general-locotenent și, împreună cu Stackelberg, la terminarea conflictului, a participat în cadrul Comisiei internaționale cu privire la principatele danubiene. A deținut funcția de guvernator militar al Basarabiei între 1857-1862. În 1874 a fost trecut în trupele de rezervă. 
A decedat pe 23 noiembrie 1887 la St. Petersburg